# Keep Yourself Alive
Keep Yourself Alive is de debuutsingle van de Britse rockband Queen en is het eerste nummer van hun debuutalbum Queen. Het is geschreven door gitarist Brian May en wordt gekenmerkt door een stevige gitaarintro en -riff. Hoewel de single geen positie in de hitlijsten veroverde, hielp het wel bij aan hun populariteit in Japan.

## Tekst en muziek
Brian May schreef het nummer toen de band al bestond, maar nog voordat bassist John Deacon erbij kwam. May had de tekst een ironische ondertoon meegegeven, maar door de wijze waarop Freddie Mercury zong, kwam dit niet over.
Door sommige fans en Queenkenners is gesuggereerd dat Mercury geholpen zou kunnen hebben met het schrijven van de muziek. In de begintijd van de band, werkten leden vaak samen aan nummers en Mercury stond erom bekend dat hij vaak zijn zin kreeg aangaande zijn ideeën. Hoewel het aannemelijk is dat hij heeft bijgedragen aan het nummer, zou hij zelfs in dat geval meer een co-arrangeur zijn dan een co-schrijver.

## Live uitvoeringen
Het nummer werd al snel uitgevoerd tijdens optredens. Mercury heeft verklaard dat het nummer een goede manier was om te laten zien wat Queen in die tijd muzikaal voorstelde. Het nummer werd live vergezeld door een drumsolo van Roger Taylor.
Tot begin jaren 80 zou Keep Yourself Alive deel uitmaken van optredens. Het nummer werd dan voorafgegaan door een geïmproviseerde jam waarna het nummer werd ingezet. Vervolgens werd overgaan op Brighton Rock of een drum/gitaarduet. Ook werd wel verdergegaan met een medley van Flash Gordon die bestond uit de nummers Battle Theme, Flash en The Hero. Tijdens de The works-tour die startte in 1984 maakte het nummer deel uit van een medley van oude nummers, samen met Somebody To Love, Killer Queen, Seven Seas of Rhye en Liar.
Bij optredens zong Mercury vaak de regel All you people keep yourself alive (die 2 keer voorkomt in het origineel) in plaats van het meergebruikte it'll take you all your time and a money honey you'll survive.

## Opnames
De eerste uitvoering van Keep Yourself Alive stamt uit de zomer van 1971 en werd opgenomen in de De Lane Lea Studios. Het werd geproduceerd door Louie Austin en de intro werd door Brian May gespeeld op zijn Hairfred akoestische gitaar. Alle elementen van het nummer waren al aanwezig, waaronder het vraag-en-antwoordspel van Mercury in de refreinen en ook gedurende de break waar Taylor een regel zingt en Mercury antwoord geeft. Deze demoversie is de favoriete uitvoering van May.
Tijdens de 'echte' opnamen voor het album, probeerde de band hetzelfde gevoel van de demoversie te krijgen. De mix van Mike Stone was de enige die door de band enigszins geaccepteerd werd. Mercury zingt hierop alle achtergrondzang in het refrein terwijl May de regel two steps nearer to my grave voor zijn rekening neemt. Deze regel werd voorheen door Mercury gezongen, ook bij optredens. Ook bevat deze uitvoering geen akoestische gitaar en de uitgegeven bladmuziek laat minstens zeven elektrische gitaarpartijen zien.

## Trivia
- In de computerspelserie Guilty Gear bestaat de themamuziek van het karakter Sol Badguy uit de nummers Keep Yourself Alive I en Keep Yourself Alive II. De favoriete band van dit karakter is Queen.